# David Ahlfort
David Ahlfort, född 30 april 1859 i Torpa församling, Östergötlands län, död 3 juni 1930 i Jokkmokks kyrkobokföringsdistrikt, Norrbottens län, var en svensk präst.

## Biografi
David Ahlfort föddes 1859 i Torpa församling. Han var son till lantbrukaren Karl Fredrik Andersson och Troi Augusta Wilhelmina Ahlfort. Ahlfort studerade i Eksjö och Linköping och blev höstterminen 1882 student vid Uppsala universitet. Han avlade i augusti 1888 prästexamen i Härnösand och prästvigdes 2 september 1888 i Linköping för lappmarksförsamlingarna. Ahlfort blev 1 september 1888 föreståndare för statens lapska seminarium i Murjek och blev 10 oktober samma år pastorsadjunkt. Han utnämndes 12 september 1896 till kyrkoherde i Jokkmokks församling, tillträdde 1897 och var 1897–1919 inspektor för seminariet i Murjek. Ahlfort blev kontraktsprost i Lappmarkens tredje kontrakt 1921. Han dog 1930.

### Familj
Ahlfort gifte sig 12 juli 1895 med Carolina Teodora Ullenius (född 1868), som var lärarinna vid övningsskolan vid Mattisuddens lapska seminarium samt dotter till kronolänsmannen Johannes Edvard Ullenius och Sara Margareta Jacobsson. De fick tillsammans barnen Karl Johan Ahlfort (född 1899), Hanna Margareta Ahlfort (född 1899), Per David Martin Ahlfort (född 1901), Ellen Maria Augusta Ahlfort (född 1906), Elsa Elisabet Karolina Ahlfort (född 1907), Gustaf Wilhelm Ahlfort (1910–1911) och Erik Gustaf Hjalmar Ahlfort (född 1913).